# Калмыков, Пётр Иванович
Пётр Ива́нович Калмыков (1 октября 1920 — неизвестно) — советский футболист, нападающий.
Всю карьеру в командах мастеров провёл в 1945—1951 годах в «Тракторе»/«Торпедо» Сталинград. За семь сезонов сыграл в чемпионате 111 игр, забил 31 мяч. В 1949 году оформил два дубля подряд — в ворота московских «Спартака» (2:8) и ЦДКА (3:1), а в следующем матче забил гол куйбышевским «Крыльям Советов» (3:1).